# 腰果茶角盲蝽
腰果茶角盲蝽（學名：Helopeltis theivora）是半翅目盲蝽科角盲椿屬之下的一個物種，為重要的經濟害蟲，該物種最早由沃特豪斯於1886年描述。懼光，會侵襲腰果、茶樹及馬占相思，對農作物造成破壞，對農民造成經濟損失。

## 特徵
如同一般的半翅目物種，本物種具有口器，並以其刺穿植物組織，以吸食其中之汁液。由於吸食時，昆蟲體內的毒素會注入植物內，會對刺穿處造成不規則形的褐色斑痕，並令新梢、枝幹或整棵植物都壞死。

## 分佈
本物種分佈於印度至印度尼西亚的爪哇岛，也見於中国的海南島、香港及新加坡。

## 亞種
H. theobromae有文獻視為本物種的亞種，但亦有其他文獻亦認為是本物種的異名。